# Symbole der Kirche Jesu Christi der Heiligen der Letzten Tage

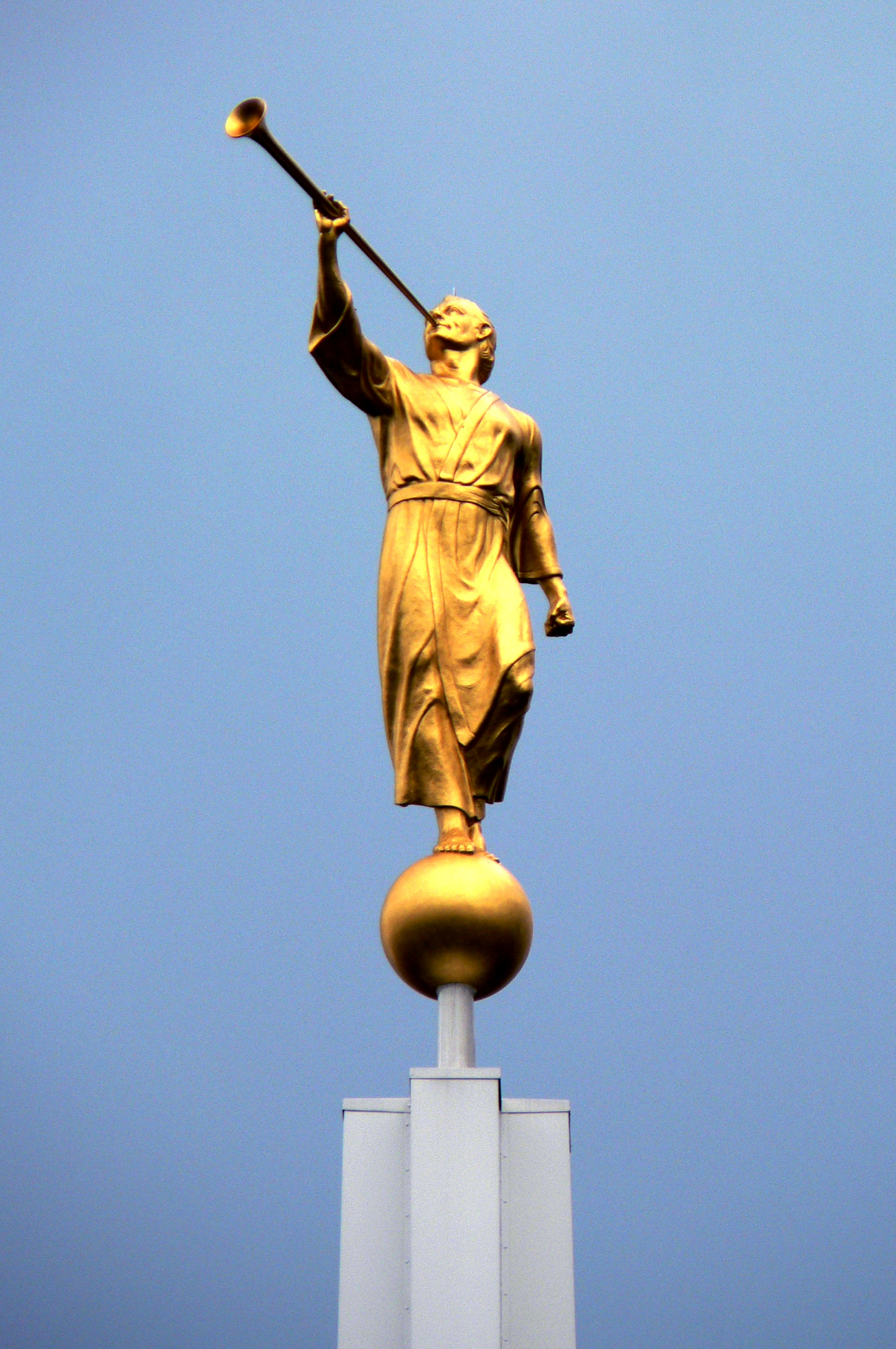
Statue des Engels Moroni auf dem Bern-Tempel

Symbole der Kirche Jesu Christi der Heiligen der Letzten Tage (HLT) haben bei den Mormonen einen hohen Stellenwert. Sie sind wichtig, um die Spiritualität des Glaubens darzustellen und die Verbindung der Gläubigen mit Gott.

## Alltagssymbole

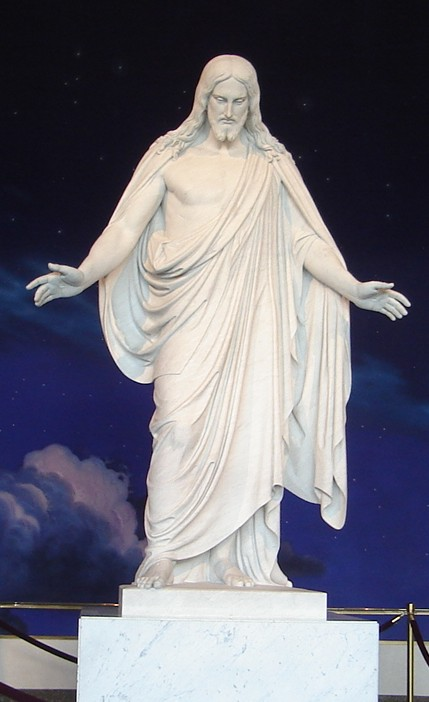
Kopie von Bertel Thorvaldsens Christusstatue im Besucherzentrum des Tempelplatzes von Salt Lake City

Wegen der zentralen Rolle, die der Engel Moroni in der Wiederherstellung des Evangeliums spielt, werden Bilder des Trompete blasenden Engels als ein inoffizielles Symbol der Kirche benutzt. Moroni wird gewöhnlich von Mormonen als der Engel identifiziert, der in (Offb 14,6 ) erwähnt wird. Moroni erscheint auf der Vorderseite von einigen Ausgaben des Buches Mormon, auf Grabsteinen, Statuen von ihm stehen auf der Spitze von fast allen Tempeln. Im Jahre 2007 behauptete die HLT-Kirche, dass Bilder des Engels auf einer Werbefläche die Registered Trade Mark der Kirche verletzten würden.
Der ehemalige Präsident der Kirche, Howard W. Hunter, ermutigte Mitglieder, indem er sagte: „Schaut auf den Tempel … als ein großes Symbol eurer Mitgliedschaft.“ Bilder von Tempeln, besonders dem Salt-Lake-Tempel, werden in den Medien der HLT-Kirche sehr oft als Glaubenssymbol benutzt. Außerdem ermutigen die Kirchenführer die Mitglieder, Bilder von Tempeln an die Wände ihrer Häuser zu hängen. Dies ist sogar unter Kindern ein kulturelles Phänomen geworden.
Die Christusstatue von Bertel Thorvaldsen hat großen Anklang bei Mitgliedern gefunden und eine 3,4 Meter hohe Kopie steht am Tempelplatz in Salt Lake City. Kopien dieser Statue gibt es in vielen Besucherzentren der Kirche, zum Beispiel beim Mesa-Arizona-Tempel, Los-Angeles-Kalifornien-Tempel und Washington-D.C.-Tempel.

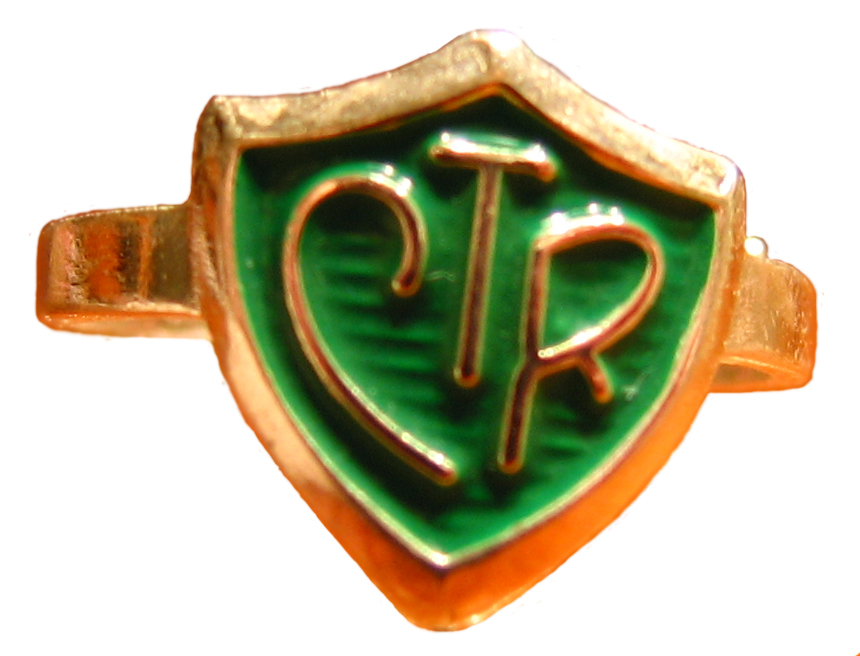
Ein CTR-Ring (Choose the Right) ist ein alltägliches Symbol der Kirche

Mitglieder können einen Choose the Right-Ring tragen (auf Deutsch: „Wähle die Rechtschaffenheit“), um erinnert zu werden, rechtschaffen zu leben. Ein anderes Symbol ist der Baum des Lebens.
Als er zum Thema Symbole gefragt wurde, sagte der ehemalige Präsident der Kirche, Gordon B. Hinckley, dass die Mitglieder selbst die besten Symbole seien.

## Heilige Symbole
Alle symbolischen Elemente im Tempel sind sehr heilig. Besonders heilig sind:
- Das Tempelgewand: Mitglieder, die den Tempel betreten, müssen sich diese Kleidung anziehen. Sie symbolisiert „Reinheit und Heiligkeit vor dem Herrn“.

- Das Taufbecken im Tempel: Hier wird die Totentaufe durchgeführt, eine heilige Zeremonie der Kirche.[12]

## Beispiele
| Bild                                               | Symbolname                                         | Beschreibung |
| -------------------------------------------------- | -------------------------------------------------- | --- |
| Salt Lake Temple East Side Center Spire Top Detail | Auge der Vorsehung                                 | Erscheint außen am Salt-Lake-Tempel und anderen frühen Gebäuden. |
|                                                    | Engel Moroni                                       | Fasste die verschiedenen Teile des späteren Buches Mormon zusammen und ist Person, die den Aufbewahrungsort der Goldplatten im Hügel Cumorah Joseph Smith mitteilte.                                                                                       |
|                                                    | Bienenstock                                        | Aus dem Buch Mormon; bezieht sich auf Deseret, was mit „Honigbiene“ übersetzt wird. Erscheint auf der Flagge und dem Siegel von Utah, Brigham Youngs Bienenhaus, Salt-Lake-Tempel und vielen mehr.                                                         |
|                                                    | Händeschütteln                                     | Erscheint außen auf dem Salt-Lake-Tempel. Eine moderne Adaption ist das „Helfende Hände“-Logo, das auf T-Shirts der Mitglieder getragen wird, wenn sie gemeinnützige Arbeit leisten.                                                                       |
|                                                    | Pionierwagen                                       | Ein Emblem, das oft zu Feiern des Pioneer Day zu sehen ist; erinnert an die Leistungen der Pioniere. Es gibt auch Varianten mit Handkarren. |
|                                                    | Blume: lat. Calochortus nuttallii, engl. Sego Lily | Bilder der Blume sind, wegen der Bedeutung der Zwiebeln als Nahrung für die Pioniere in der Anfangszeit der Kirche, in mehreren Tempeln zu finden. Diese Blume ist auch auf der Flagge Utahs abgebildet und ist die offizielle Blume des US-Bundesstaates. |
|                                                    | Sonnenstein                                        | Erschien auf dem ursprünglichen Nauvoo-Tempel; symbolisiert das Celestiale Reich als höchstes Reich der Herrlichkeit. |
|                                                    | Vision vom Baum des Lebens                         | Symbolisches Element, das zu Beginn des Buches Mormon in den Vordergrund gestellt wird. Symbolisiert die Liebe Gottes. |

## Einschränkungen
In Kirchengemeinden sind Bilder und Ikonen in dem Versammlungsraum, in welchem wöchentlich das Abendmahl gereicht und der Predigtgottesdienst stattfindet, untersagt. Diese Richtlinie soll verhindern, dass einzelne Bilder als zentrale Objekte der Anbetung angesehen werden und damit von der eigentlichen Gottesverehrung ablenken. Jedoch sind Bilder von Jesus, sonstigen biblischen Ereignissen und Kirchenführern sowie Tempeln in allen anderen Teilen des Gebäudes gestattet.
Die HLT-Kirche benutzt keine Kreuze, Kruzifixe und Fische als Glaubenssymbole. Für Mormonen betonen die Symbole der Kreuzigung zu stark den Tod Jesu. Sie bevorzugen stattdessen Symbole seines Lebens und seiner Auferstehung. Die frühe HLT-Kirche akzeptierte noch das Symbol des Kreuzes, seit Anfang des 20. Jahrhunderts wuchs jedoch in der mormonischen Kultur zunehmend eine Abneigung gegen dieses Symbol als zentrales Erkennungszeichen. Im Jahr 1957 folgte der damalige Präsident der Kirche, David O. McKay, dem gestiegenen Unbehagen gegenüber dem Kreuz, indem er es als eine „katholische Anbetungsform“ deklarierte und den Mitgliedern nahelegte, es nicht als Schmuck zu tragen.
Die HLT-Kirche lehrt, dass der Körper ein Tempel Gottes ist, weshalb Mitglieder angehalten werden, sich nicht zu tätowieren. Genauso wird von Piercings abgeraten, sogar wenn sie Symbole enthalten, die sonst akzeptabel sind.